# Poleński
Poleński (ukr. Полєнський) – szczyt na Ukrainie, położony w Gorganach 6 km na wschód od miejscowości Rafajłowa.
Góra znajduje się w grzbiecie odchodzącym od głównego wododziału w Gorganach (dawna granica polsko-czechosłowacka). W bezpośrednim sąsiedztwie, na północnym – wschodzie znajduje się Kozi Gorgan (1616 m n.p.m.), na zachodzie grzbiet opada ku Rafajłowej, po drodze znajdują się Skałki Wyżne (1597 m n.p.m.) oraz Skałki Niżne (1300 m n.p.m.), na południu szczyt graniczy ze Steryszorką (1568 m n.p.m.), dalej grzbiet łączy się z masywem Doboszanki na przełęczy o wysokości 1447 m n.p.m., który dalej prowadzi do grzbietu wododziałowego na Połoninie Douha. Z północnych stoków wypływa potok Czernik, po wschodniej stronie swoje źródło ma potok Sitny, z kolei z zachodnich zboczy wypływają potoki Poleński Wyżny, Seredny i Niżni, wpadają one do rzeki Doużyniec (rzeka). Północne i wschodnie zbocza góry są strome i trudne do pokonania, szczyt pokryty jest miejscami kosodrzewiną i rumowiskami, niżej znajdują się lasy bukowe.
Szczyt znajduje się na terenie rezerwatu przyrody Gorgany, nie prowadzą tutaj żadne szlaki, a dotarcie na niego jest dodatkowo utrudnione przez kosodrzewinę i brak ścieżek. Nazwa szczytu pochodzi prawdopodobnie od słowa polana.